# Herb Władysławowa (województwo pomorskie)
Herb Władysławowa – jeden z symboli miasta Władysławowo i gminy Władysławowo w postaci herbu.

## Wygląd i symbolika
Herb przedstawia w błękitnym polu tarczy mur biały poprzeczny z dwu rzędów cegieł, dzielących tarcze herbu na dwie połowy. Na murze znajdują się dwie białe wieże a między nimi duża ukoronowana złota litera „W”. W dolnej połowie traczy, pod białym murem, za złotą siatką rybacką znajduje się skierowany w heraldycznie prawą stronę łosoś. Tarczę podtrzymują dwa gryfy: srebrne od góry, czarne od dołu, w złotych koronach na głowie. Nad tarczą herbową znajduje się stylizowana korona z czerwonej cegły z trzema otworami białymi, zaś pod tarczą dewiza w języku kaszubskim: „Më trzimómë z Bògã” (pol.: My trzymamy z Bogiem/My wierzymy w Boga).
Litera „W” odnosi się do króla Władysława IV. Łosoś odnosi się do rybackiego charakteru miasta.

## Historia
Herb Władysławowa zatwierdzony w roku 1973 jest projektem Haliny Różewicz-Książkiewicz, zmodyfikowany 16 lutego 1996. Do roku 1995 górna część tarczy herbowej posiadała białe tło. W roku 1996 wizerunek herbu został wzbogacony o dwa srebrnoczarne gryfy.